# Breuvery-sur-Coole
Breuvery-sur-Coole település Franciaországban, Marne megyében. Lakosainak száma 210 fő (2022. január 1.). Breuvery-sur-Coole Nuisement-sur-Coole, Bussy-Lettrée, Écury-sur-Coole, Saint-Quentin-sur-Coole, Soudron és Vatry községekkel határos.

## Népesség
A település népességének változása:
| Lakosok száma | 87   | 150  | 188  | 204  | 215  | 218  | 217  | 217  | 215  | 210  |
|               | 1968 | 1982 | 1990 | 2006 | 2013 | 2015 | 2017 | 2019 | 2020 | 2022 |